# Chikamatsu Shūkō

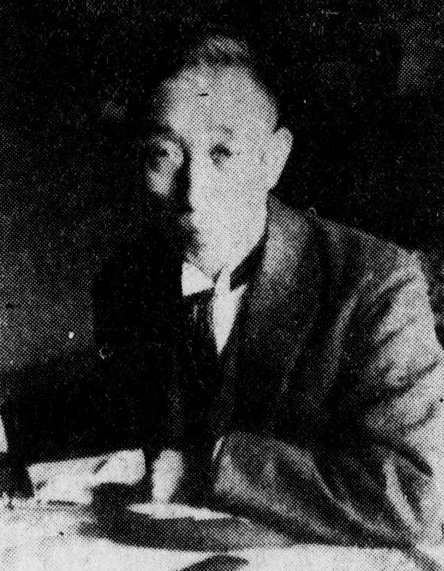
Shūkō Chikamatsu vor 1926

Chikamatsu Shūkō (japanisch 近松 秋江; wirklicher Name: Tokuda Hiroshi (徳田 浩司); * 4. Mai 1876 in der Präfektur Okayama; † 23. April 1944) war ein japanischer Schriftsteller und Literaturkritiker. Er war ein bedeutender Vertreter des japanischen Naturalismus und des Shishōsetsu.

## Leben
In seiner Jugend las und schätzte er politische Romane wie Tetchō Suehiros Setchū Ume und Ryūkei Yanos Keikoku bidan.
Er besuchte die Normalschule in Okayama und spezialisierte sich an der Fachschule Tokyo, der späteren Waseda-Universität, auf Literaturgeschichte. Er lernte Tsubouchi Shōyō kennen und arbeitete fünf Monate im Verlag Hakubunkan. Danach studierte er erneut Verlagswesen. Er begann 1904 als Journalist beim Verlag Chūōkōron-sha, blieb jedoch nur sieben Monate im Verlag.
Sein literarisches Debüt gab Chikamatsu als Schüler mit einer Besprechung in der Yomiuri Shimbun. Sein erster Roman Shokugo (食後) erschien 1907. Die beiden Werke, die seinen literarischen Ruf begründeten, waren die Romane Wakaretaru tsuma ni okuru tegami (別れたる妻に送る手紙, etwa: Brief an eine Frau, die mich verließ) und Kurokami (黒髪, Schwarzes Haar).
Zuerst verwendete Chikamatsu das Schriftstellerpseudonym Tokuda Shūkō (徳田秋江) in Anlehnung an sein Vorbild und Lehrer Tokuda Shūsei. Später änderte er sein Pseudonym zu Chikamatsu Shūkō in Anlehnung an Chikamatsu Monzaemon. Während seiner Studienzeit lernte er auch Hakuchō Masamune kennen, mit dem ihn eine lange Freundschaft verband. Im Alter erblindete Chikamatsu vollständig.

## Werke (Auswahl)

### Romane
- 1907 Shokugo (食後)
- 1910 Yuki no hi (雪の日)
- 1910 Wakaretaru tsuma ni okuru tegami (別れたる妻に送る手紙)
- 1913 Giwaku (疑惑)
- 1915 Aijaku no nagori (愛着の名残り)
- 1922 Kurokami (黒髪)
- 1922 Kyōran (狂乱)

### Übersetzungen
- 1903 Schiller monogatari (シルレル物語)
- 1912 Tolstoi (生ひ立ちの記)

### Vermischte Schriften
- 1919 Himitsu (秘密)
- 1923 Shūkō zuihitsu (秋江随筆)
- 1923 Futari no hitorimono (二人の独り者)
- 1925 Koi kara ai e (恋から愛へ)
- 1940 Fusei (浮生)